# Canon de Sherlock Holmes

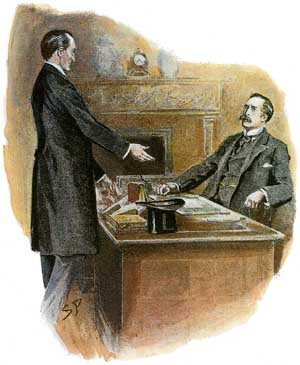
Sherlock Holmes et le docteur Watson par Sidney Paget (1903), The Strand Magazine.

On appelle « canon de Sherlock Holmes » ou « canon holmésien » l'ensemble des quatre romans et des cinquante-six nouvelles écrites par Arthur Conan Doyle, mettant en scène le détective Sherlock Holmes. L'utilisation du terme « canon » distingue ainsi l'œuvre originale de Conan Doyle, comparée aux nombreux travaux d'autres auteurs ayant réutilisé le même personnage (« œuvres apocryphes ». Ces dernières sont notamment constituées de pastiches).

## Canon holmésien « classique »

### Romans
Le canon holmésien comprend les quatre romans suivants :
- Une étude en rouge (A Study in Scarlet), publié en novembre 1887 ;
- Le Signe des quatre (The Sign of Four), publié en février 1890 ;
- Le Chien des Baskerville (The Hound of the Baskervilles), publié d’août 1901 à mai 1902 ;
- La Vallée de la peur (The Valley of Fear), publié de septembre 1914 à mai 1915.

Une étude en rouge et Le Signe des quatre sont les deux premières apparitions de Sherlock Holmes dans l'œuvre de Conan Doyle. Ces deux romans ont pour caractéristique d'être chacun divisés en deux parties, la première constituant l'enquête de Holmes proprement dite, la seconde étant un récit d'aventures se déroulant plusieurs années avant l'enquête et dans lequel l’auteur révèle les motivations du crime. Après Le Signe des quatre, Conan Doyle réutilise son personnage dans des enquêtes courtes narrées sous forme de nouvelles. La publication d'aventures du détective s’interrompt en 1894, mais reprend en 1901 avec Le Chien des Baskerville qui paraît sous forme d’épisodes jusqu’en 1902 dans The Strand Magazine. Ce roman est devenu l'œuvre la plus célèbre du canon holmésien, bien que Sherlock Holmes soit absent d'une grande partie du récit, au profit du docteur Watson qui reste seul à mener l'enquête pendant plusieurs chapitres. Le quatrième roman du canon, La Vallée de la peur, est publié au tout début de la Première Guerre mondiale sans que le récit fasse référence à cet évènement majeur. Le roman est construit en deux parties selon le même modèle qu'Une étude en rouge et Le Signe des quatre.

### Nouvelles
Le canon holmésien comprend cinquante-six nouvelles, publiées d'abord dans des mensuels ou des hebdomadaires (notamment dans le Strand Magazine britannique, mais aussi outre-Atlantique dans le Collier's Weekly et la revue Liberty) avant d'être regroupées en cinq recueils. Ces recueils sont les suivants :
- Les Aventures de Sherlock Holmes (The Adventures of Sherlock Holmes), composé de douze nouvelles parues en 1891 et 1892 (ADV) ;
- Les Mémoires de Sherlock Holmes (The Memoirs of Sherlock Holmes), composé de douze nouvelles parues en 1892 et 1893 (MEM) ;
- Le Retour de Sherlock Holmes (The Return of Sherlock Holmes), composé de treize nouvelles parues en 1903 et 1904 (RET) ;
- Son dernier coup d'archet (His Last Bow), composé de sept nouvelles parues de 1908 à 1917 (BOW) ;
- Les Archives de Sherlock Holmes (The Case-book of Sherlock Holmes), composé de douze nouvelles parues de 1921 à 1927 (CAS).

Cependant, les nouvelles du canon ont aussi été publiées dans de nombreuses éditions correspondant à des versions « allégées » de ces recueils, constituées de quelques nouvelles (notamment en langue française dans la collection Librio qui comprend huit recueils de quatre nouvelles du canon, et trois romans).
Par ailleurs, selon les différentes éditions, la traduction française des titres des nouvelles est variable. On distingue notamment trois traductions intégrales du canon en français, aux éditions Robert Laffont, aux éditions du Masque et aux éditions Omnibus. L'édition Omnibus est une édition bilingue du canon, mais la nouvelle intitulée La Boîte en carton en est absente (l'oubli a été réparé lors d'une réédition). Les titres français retenus sur Wikipédia sont ceux des éditions Robert Laffont : cette traduction est généralement considérée comme « la meilleure » des trois traductions, en plus d'être la plus répandue.
En mars 1927, trois ans avant sa mort, Conan Doyle a publié une liste répertoriant, de son point de vue, les douze meilleures nouvelles des aventures de Sherlock Holmes écrites par lui-même. Cette liste est présentée dans le tableau suivant, ainsi que la liste des dix meilleures nouvelles établie en 1959 par le Baker Street Journal :
| N° | Arthur Conan Doyle           | Baker Street Journal          |
| -- | ---------------------------- | ----------------------------- |
| 1  | Le Ruban moucheté            | Le Ruban moucheté             |
| 2  | La Ligue des rouquins        | La Ligue des rouquins         |
| 3  | Les Hommes dansants          | L'Escarboucle bleue           |
| 4  | Le Dernier Problème          | Flamme d'Argent               |
| 5  | Un scandale en Bohême        | Un scandale en Bohême         |
| 6  | La Maison vide               | Le Rituel des Musgrave        |
| 7  | Les Cinq Pépins d'orange     | Les Plans du Bruce-Partington |
| 8  | La Deuxième Tache            | Les Six Napoléons             |
| 9  | L'Aventure du pied du diable | Les Hommes dansants           |
| 10 | L'École du Prieuré           | La Maison vide                |
| 11 | Le Rituel des Musgrave       |                               |
| 12 | Les Propriétaires de Reigate |                               |

D'autres listes semblables ont été établies par différents spécialistes de Sherlock Holmes. L'écrivain français Bernard Oudin, membre de la Société Sherlock Holmes de France, a lui aussi publié son « top 12 » des nouvelles du détective dans son ouvrage Enquête sur Sherlock Holmes (1997). La nouvelle arrivant en tête est La Ligue des rouquins, et Le Problème du pont de Thor apparaît à la douzième place.

### Canon
Le canon est présenté (romans et nouvelles confondus) dans le tableau suivant, initialement classé par date de parution (l’ordre chronologique dont il est question ici est celui au sein de la fiction), mais le tableau peut être classé au choix selon chacune des colonnes :
| Ordre de publication | Ordre chronologique | Titre français                              | Titre anglais                               | Abréviation | Première publication | Périodique                   | Recueil |
| -------------------- | ------------------- | ------------------------------------------- | ------------------------------------------- | ----------- | -------------------- | ---------------------------- | ------- |
| 1                    | 3                   | Une étude en rouge                          | A Study in Scarlet                          | STUD        | novembre 1887        | Beeton's                     |         |
| 2                    | 12                  | Le Signe des quatre                         | The Sign of Four                            | SIGN        | février 1890         | Lippincot's                  |         |
| 3                    | 16                  | Un scandale en Bohême                       | A Scandal in Bohemia                        | SCAN        | juillet 1891         | Strand                       | ADV     |
| 4                    | 29                  | La Ligue des rouquins                       | The Red-Headed League                       | REDH        | août 1891            | Strand                       | ADV     |
| 5                    | 21                  | Une affaire d'identité                      | A Case of Identity                          | IDEN        | septembre 1891       | Strand                       | ADV     |
| 6                    | 25                  | Le Mystère du val Boscombe                  | The Boscombe Valley Mystery                 | BOSC        | octobre 1891         | Strand                       | ADV     |
| 7                    | 14                  | Les Cinq Pépins d'orange                    | The Five Orange Pips                        | FIVE        | novembre 1891        | Strand                       | ADV     |
| 8                    | 24                  | L'Homme à la lèvre tordue                   | The Man With the Twisted Lip                | TWIS        | décembre 1891        | Strand                       | ADV     |
| 9                    | 22                  | L'Escarboucle bleue                         | The Adventure of the Blue Carbuncle         | BLUE        | janvier 1892         | Strand                       | ADV     |
| 10                   | 5                   | Le Ruban moucheté                           | The Adventure of the Speckled Band          | SPEC        | février 1892         | Strand                       | ADV     |
| 11                   | 26                  | Le Pouce de l'ingénieur                     | The Adventure of the Engineer's Thumb       | ENGR        | mars 1892            | Strand                       | ADV     |
| 12                   | 15                  | Un aristocrate célibataire                  | The Adventure of the Noble Bachelor         | NOBL        | avril 1892           | Strand                       | ADV     |
| 13                   | 8                   | Le Diadème de béryls                        | The Adventure of the Beryl Coronet          | BERY        | mai 1892             | Strand                       | ADV     |
| 14                   | 6                   | Les Hêtres rouges                           | The Adventure of the Copper Beeches         | COPP        | juin 1892            | Strand                       | ADV     |
| 15                   | 10                  | Flamme d'Argent                             | Silver Blaze                                | SILV        | décembre 1892        | Strand                       | MEM     |
| 16                   | 13                  | La Boîte en carton                          | The Adventure of the Cardboard Box          | CARD        | janvier 1893         | Strand                       | MEM     |
| 17                   | 9                   | La Figure jaune                             | The Yellow Face                             | YELL        | février 1893         | Strand                       | MEM     |
| 18                   | 17                  | L'Employé de l'agent de change              | The Stock-broker's Clerk                    | STOC        | mars 1893            | Strand                       | MEM     |
| 19                   | 1                   | Le Gloria Scott                             | The "Gloria Scott"                          | GLOR        | avril 1893           | Strand                       | MEM     |
| 20                   | 2                   | Le Rituel des Musgrave                      | The Musgrave Ritual                         | MUSG        | mai 1893             | Strand                       | MEM     |
| 21                   | 11                  | Les Propriétaires de Reigate                | The Reigate Squires                         | REIG        | juin 1893            | Strand                       | MEM     |
| 22                   | 20                  | Le Tordu                                    | The Adventure of the Crooked Man            | CROO        | juillet 1893         | Strand                       | MEM     |
| 23                   | 4                   | Le Pensionnaire en traitement               | The Resident Patient                        | RESI        | août 1893            | Strand                       | MEM     |
| 24                   | 30                  | L'Interprète grec                           | The Greek Interpreter                       | GREE        | septembre 1893       | Strand                       | MEM     |
| 25                   | 18                  | Le Traité naval                             | The Naval Treaty                            | NAVA        | octobre 1893         | Strand                       | MEM     |
| 26                   | 31                  | Le Dernier Problème                         | The Adventure of the Final Problem          | FINA        | décembre 1893        | Strand                       | MEM     |
| 27                   | 27                  | Le Chien des Baskerville                    | The Hound of the Baskervilles               | HOUN        | août 1901            | Strand                       |         |
| 28                   | 32                  | La Maison vide                              | The Adventure of the Empty House            | EMPT        | septembre 1903       | Collier's                    | RET     |
| 29                   | 37                  | L'Entrepreneur de Norwood                   | The Adventure of the Norwood Builder        | NORW        | octobre 1903         | Collier's                    | RET     |
| 30                   | 45                  | Les Hommes dansants                         | The Adventure of the Dancing Men            | DANC        | décembre 1903        | Strand                       | RET     |
| 31                   | 43                  | La Cycliste solitaire                       | The Adventure of the Solitary Cyclist       | SOLI        | décembre 1903        | Collier's                    | RET     |
| 32                   | 49                  | L'École du Prieuré                          | The Adventure of the Priory School          | PRIO        | janvier 1904         | Collier's                    | RET     |
| 33                   | 36                  | Peter le Noir                               | The Adventure of Black Peter                | BLAC        | février 1904         | Strand                       | RET     |
| 34                   | 7                   | Charles Auguste Milverton                   | The Adventure of Charles Augustus Milverton | CHAS        | mars 1904            | Collier's                    | RET     |
| 35                   | 47                  | Les Six Napoléons                           | The Adventure of the Six Napoleons          | SIXN        | avril 1904           | Collier's                    | RET     |
| 36                   | 35                  | Les Trois Étudiants                         | The Adventure of the Three Students         | 3STU        | juin 1904            | Strand                       | RET     |
| 37                   | 33                  | Le Pince-nez en or                          | The Adventure of the Golden Pince-Nez       | GOLD        | juillet 1904         | Strand                       | RET     |
| 38                   | 40                  | Le Trois-quart manquant                     | The Adventure of the Missing Three-Quarter  | MISS        | août 1904            | Strand                       | RET     |
| 39                   | 41                  | Le Manoir de l'Abbaye                       | The Adventure of the Abbey Grange           | ABBE        | septembre 1904       | Strand                       | RET     |
| 40                   | 19                  | La Deuxième Tache                           | The Adventure of the Second Stain           | SECO        | décembre 1904        | Strand                       | RET     |
| 41                   | 34                  | L'Aventure de Wisteria Lodge                | The Adventure of Wisteria Lodge             | WIST        | août 1908            | Collier's                    | BOW     |
| 42                   | 38                  | Les Plans du Bruce-Partington               | The Adventure of the Bruce-Pardington Plans | BRUC        | décembre 1908        | Strand                       | BOW     |
| 43                   | 42                  | L'Aventure du pied du diable                | The Adventure of the Devil's Foot           | DEVI        | décembre 1910        | Strand                       | BOW     |
| 44                   | 39                  | L'Aventure du cercle rouge                  | The Adventure of the Red Circle             | REDC        | mars 1911            | Strand                       | BOW     |
| 45                   | 53                  | La Disparition de Lady Frances Carfax       | The Disappearance of Lady Frances Carfax    | LADY        | décembre 1911        | Strand                       | BOW     |
| 46                   | 28                  | Le Détective agonisant                      | The Adventure of the Dying Detective        | DYIN        | novembre 1913        | Strand                       | BOW     |
| 47                   | 23                  | La Vallée de la peur                        | The Valley of Fear                          | VALL        | septembre 1914       | Associated Sunday Newspapers |         |
| 48                   | 60                  | Son dernier coup d'archet                   | His Last Bow                                | LAST        | septembre 1917       | Strand                       | BOW     |
| 49                   | 58                  | La Pierre de Mazarin                        | The Adventure of the Mazarin Stone          | MAZA        | octobre 1921         | Strand                       | CAS     |
| 50                   | 48                  | Le Problème du pont de Thor                 | The Problem of Thor Bridge                  | THOR        | février 1922         | Strand                       | CAS     |
| 51                   | 55                  | L'Homme qui grimpait                        | The Adventure of the Creeping Man           | CREE        | mars 1923            | Strand                       | CAS     |
| 52                   | 50                  | Le Vampire du Sussex                        | The Adventure of the Sussex Vampire         | SUSS        | janvier 1924         | Strand                       | CAS     |
| 53                   | 51                  | Les Trois Garrideb                          | The Adventure of the Three Garridebs        | 3GAR        | octobre 1924         | Collier's                    | CAS     |
| 54                   | 54                  | L'Illustre Client                           | The Adventure of the Illustrious Client     | ILLU        | novembre 1924        | Collier's                    | CAS     |
| 55                   | 52                  | Les Trois Pignons                           | The Adventure of the Three Gables           | 3GAB        | septembre 1926       | Liberty                      | CAS     |
| 56                   | 57                  | Le Soldat blanchi                           | The Adventure of the Blanched Soldier       | BLAN        | octobre 1926         | Liberty                      | CAS     |
| 57                   | 59                  | La Crinière du lion                         | The Adventure of the Lion's Mane            | LION        | novembre 1926        | Liberty                      | CAS     |
| 58                   | 46                  | Le Marchand de couleurs retiré des affaires | The Adventure of the Retired Colourman      | RETI        | décembre 1926        | Liberty                      | CAS     |
| 59                   | 56                  | La Pensionnaire voilée                      | The Adventure of the Veiled Lodger          | VEIL        | janvier 1927         | Liberty                      | CAS     |
| 60                   | 44                  | L'Aventure de Shoscombe Old Place           | The Adventure of Shoscombe Old Place        | SHOS        | mars 1927            | Liberty                      | CAS     |